# よるのブランチ
『よるのブランチ』は、2021年4月21日からTBS系列にて放送されている情報・バラエティ番組。

## 概要
『王様のブランチ』の夜版。本家よりも若い層をターゲットに、流行の最先端情報を笑いの要素を多めに紹介する。当初は『真夜中のブランチ』（まよなかのブランチ）と題して、月1回の放送だったが、2021年2月に2回へ変更。同年春の改編で、火曜20時台に移動する『バナナサンド』の後番組として、定時レギュラー化が決まった。
- 2021年以降、10月期の1クールに限り放送時間を短縮している。ただし、いずれも出演者およびナレーション、字幕テロップでの放送時間に関することは触れていない。
  - 2021年から2023年の3年間は各１クールは『よるおびドラマ』が編成されたため、本番組は45分縮小していた。
  - 2024年は当枠を2分割化し、前半枠（水曜23：56 - 0：26）に組み込み、後半枠（木曜0:26 -0:56）はオーディション番組『SEVEN COLORS -girls life memory-』が放送されていた。

2022年3月17日（16日深夜）は当初通常通り放送予定だったが、16日23時36分頃に福島県沖を震源とする最大震度6強の地震が発生したことを受け、前継番組である『news23』の放送時間を急遽拡大したため休止となったので番組総集編はお蔵入りになっていた。
2022年4月改編により、同年4月6日からは放送時間を3分拡大し、水曜23:56 - 翌0:58となったが、翌0:55にミニ番組が復活したため、再び23:56 - 24:55に戻る。
2024年4月17日は当初通常通り放送予定だったが、直前に発生した愛媛県沖を震源とする最大震度6弱の地震（豊後水道地震）が発生したことを受けて、報道特別番組に急遽差し替えたため、休止となり、該当日放送分は同年5月1日に延期となった。

## 出演者

### 現在（2024年4月以降）

#### 総合司会
- ミキ（昴生・亜生）
- 向井慧（パンサー）

#### 進行アナウンサー
- 若林有子（TBSテレビアナウンサー）
  - 前任者の野村彩也子（後輩アナウンサー）が担当番組を相次いで休演したことを受けて、2023年9月に『王様のブランチ』と合わせて代演した後に、翌10月から正式にレギュラーで出演。野村が担当していた時期と同じく、当番組に毎回登場する一方で、『王様のブランチ』では日比麻音子（先輩アナウンサー）との隔週交代で進行している。

#### スタジオレギュラー
- 小川史記（BUDDiiS）：2023年4月5日 -

#### 主なVTRコーナー出演者
- 菅良太郎、尾形貴弘（パンサー）
- もーりー&しゅーと（BUDDiiS）

### 過去
- 野村彩也子（TBSテレビアナウンサー）：進行
  - 『王様のブランチ』と兼務しながら、番組の開始当初から出演。2022年10月からは、『プチブランチ』（関東ローカル向けの関連番組）でも日比→小林麗菜（ブランチリポーター）と交互に進行を担当していた。
  - 理由は不明だが、2023年3月の『プチブランチ』を皮切りに担当番組を離れること（自然降板）が相次いでいて、当番組でも同年9月の放送分から出演が途絶えていた。同年の10月改編を機に、当番組と『王様のブランチ』の担当を若林へ正式に交代。
- 古川毅（SUPER★DRAGON）[7]：スタジオレギュラー（2021年4月21日 - 2022年3月16日）
- 山口貴也：スタジオレギュラー（2022年4月6日 - 2023年3月29日）
- 秋元真夏：（2024年4月3日 - 2025年4月30日）

## 放送リスト

### 2021年
| 回 | 放送日   | スタジオ出演者 | VTR出演者 |
| -- | -------- | --- | --- |
| 1  | 4月21日  | | - ＜次くる！ニューフェイス＞ - 茅島みずき、田辺桃子、山口清香、野村彩也子 - ＜尾形ハイボール＞ - 尾形貴弘・菅良太郎（パンサー）、優希美青 - ＜東京韓流デート＞ - 吉田莉桜、田中雅功（さくらしめじ） - ＜次くる！トレンド＞ - 古川毅（SUPER★DRAGON） - インディアンス、三佐々川天輝・内田正紀・古瀬直輝（PRODUCE101JAPAN） |
| 2  | 4月28日  | | - ＜次くる！トレンド＞ - 古川毅（SUPER★DRAGON） - 嶋﨑斗亜・西村拓哉（Lil かんさい）、ニッチェ - ＜尾形ハイボール＞ - 菅良太郎（パンサー）、中村アン - ＜次くる！ニューフェイス＞ - 南沙良、小林麗菜 - ＜東京韓流デート＞ - 吉田莉桜、田中雅功（さくらしめじ）                                                            |
| 3  | 5月5日   | - ＜次くる！ニューフェイス＞ - 鈴木みな・まりあ | - ＜次くる！ニューフェイス＞ - 高橋アリス、野村彩也子 - ＜尾形ハイボール＞ - 菅良太郎（パンサー） - 駒田健吾（TBSアナウンサー）、中村アン - ＜東京韓流デート＞ - 吉田莉桜、田中雅功（さくらしめじ） - ＜次くる！トレンド＞ - 古川毅（SUPER★DRAGON）、沙羅、書店員すず木 - 嶋﨑斗亜・西村拓哉（Lil かんさい）、ニッチェ    |
| 4  | 5月12日  | - ＜次くる！ニューフェイス＞ - acane、喉押さえマン | - ＜お店まるっと食べ尽くし＞ - 海老原まよい、野村彩也子 - ＜オフオフレシピ＞ - 尾形貴弘・菅良太郎（パンサー）、野村彩也子 - ＜東京韓流デート＞ - 在沢寛大、坂口風詩 |
| 5  | 5月19日  | - ＜次くる！ニューフェイス＞ - スパイク | - ＜お店まるっと食べ尽くし＞ - 海老原まよい、レインボー - ＜東京韓流デート＞ - 在沢寛大、坂口風詩 |
| 6  | 5月26日  | | - ＜熱血！イケメン先生＞ - 本髙克樹（7 MEN 侍）、インディアンス - ＜お店まるっと食べ尽くし＞ - 海老原まよい、レインボー - ＜東京韓流デート＞ - 吉田莉桜、田中雅功（さくらしめじ） |
| 7  | 6月2日   | - ＜次くる！ニューフェイス＞ - もーりー&しゅーと（BUDDiiS） - ＜次くる！トレンド＞ - 喉押さえマン | - ＜次くる！ニューフェイス＞ - 高橋文哉、小林麗菜 もーりー&しゅーと（BUDDiiS）、野村彩也子 - ＜尾形の絶品デリバリー＞ - 尾形貴弘・菅良太郎（パンサー）、福本莉子 - ＜東京韓流デート＞ - 吉田莉桜、田中雅功（さくらしめじ）                                                                                                |
| 8  | 6月9日   | | - ＜尾形の罪な魅惑めし＞ - 尾形貴弘・菅良太郎（パンサー）、野村彩也子 - ＜熱血!イケメン先生＞ - 伊藤壮吾（SUPER★DRAGON）、3時のヒロイン 濱正悟、トム・ブラウン - ＜次くる！トレンド＞ - きなこ、北川景子 |
| 9  | 6月16日  | - ＜次くる！ニューフェイス＞ - aicon - ＜次くる！トレンド＞ - 喉押さえマン | - ＜次くる！トレンド＞ - 鈴木みな・まりあ - ＜東京韓流デート＞ - 曽田陵介、小山莉奈 |
| 10 | 6月23日  | - ＜次くる！ニューフェイス＞ - 加島ちかえ | - ＜尾形のトレンドリサーチ＞ - 尾形貴弘・菅良太郎（パンサー） - もーりー&しゅーと（BUDDiiS） - ＜東京韓流デート＞ - 吉田莉桜、小西詠斗 - ＜次くる！トレンド＞ - 嶋﨑斗亜・西村拓哉（Lilかんさい） - 宇賀神メグ（TBSアナウンサー）                                                                                         |
| 11 | 6月30日  | - ＜次くる！トレンド＞ - 喉押さえマン | - ＜ボーダーライングルメ＞ - 嶋﨑斗亜・西村拓哉（Lilかんさい） - アインシュタイン、宇賀神メグ（TBSアナウンサー） - ＜東京韓流デート＞ - 吉田莉桜、小西詠斗、田中雅功（さくらしめじ） |
| 12 | 7月7日   | - ＜次くる！トレンド＞ - 喉押さえマン | - ＜熱血!イケメン先生＞ - 菅田琳寧（7 MEN 侍）、相席スタート - ＜東京韓流デート＞ - 吉田莉桜、小西詠斗、田中雅功（さくらしめじ） |
| 13 | 7月14日  | | - ＜次くる！ニューフェイス＞ - 鈴鹿央士、秋田汐梨 - ＜尾形のトレンドリサーチ＞ - 尾形貴弘・菅良太郎（パンサー） - もーりー&しゅーと（BUDDiiS） - ＜次くる！トレンド＞ - 黒木ひかり、小泉遥 - ＜東京韓流デート＞ - 吉田莉桜、田中雅功（さくらしめじ）                                                                      |
| 14 | 7月21日  | - ＜MC＞ - 小林麗菜 | - ＜尾形の罪な魅惑めし＞ - 尾形貴弘・菅良太郎（パンサー）、小泉遥 - ＜次くる！ニューフェイス＞ - 酒井大地、小林麗菜 - 爛々 - ＜東京韓流デート＞ - 吉田莉桜、田中雅功（さくらしめじ） |
| 15 | 8月4日   | - <MC> - 尾形貴弘・菅良太郎（パンサー） - 小林麗菜 - ＜ニューフェイス祭り＞ - 喉押さえマン、令和ロマン - イチキップリン、原田麻子 - もりやすバンバンビガロ - 神堂きょうか、ハザマリツシ - 伊山亮吉、Shigekix | |
| 16 | 8月11日  | | - ＜尾形のトレンドリサーチ＞ - 尾形貴弘・菅良太郎（パンサー） - もーりー&しゅーと（BUDDiiS） - ＜次くる！トレンド＞ - エイトブリッジ、小林麗菜 - ＜コメント＞ - 重岡大毅（ジャニーズWEST）、佐藤遙灯 - ＜東京韓流デート＞ - 曽田陵介、小山莉奈                                                                            |
| 17 | 8月18日  | | - ＜ボーダーライングルメ＞ - 嶋﨑斗亜・西村拓哉（Lil かんさい） - 東京ホテイソン、松元絵里花 - ＜次くる！トレンド＞ - 管良太郎（パンサー）、堀田真由、書店員すず木、小泉遥 - ＜東京韓流デート＞ - 曽田陵介、小山莉奈 |
| 18 | 8月25日  | | *番組総集編 |
| 19 | 9月1日   | | - ＜尾形のトレンドリサーチ＞ - 尾形貴弘・菅良太郎（パンサー） - もーりー&しゅーと（BUDDiiS） - ＜喉押さえマン Tokyo story＞ - 喉押さえマン - ＜がくりおの韓流トレンドNEWS＞ - 吉田莉桜、田中雅功（さくらしめじ） - ＜東京韓流デート＞ - 井上想良、石川翔鈴                                                                |
| 20 | 9月8日   | | - ＜ボーダーライングルメ＞ - 嶋﨑斗亜・西村拓哉（Lilかんさい） - 土佐兄弟、速瀬愛 - ＜次くる！ニューフェイス＞ - 畑芽育、小林麗菜 - ＜東京韓流デート＞ - 井上想良、石川翔鈴 |
| 21 | 9月15日  | - ＜スタジオゲスト＞ - 秋元真夏（当時、乃木坂46） - ＜下半期運勢ランキング＞ - アポロン山崎 | - ＜次くる！トレンド＞ - 爛々、一雫ライオン - ＜尾形の罪な魅惑めし＞ - 尾形貴弘・菅良太郎（パンサー）、小泉遥 |
| 22 | 9月22日  | - ＜スタジオゲスト＞ - 秋元真夏（当時、乃木坂46） - ＜次くる！トレンド＞ - 爛々、えりなっち | - ＜ボーダーライングルメ＞ - 嶋﨑斗亜・西村拓哉（Lilかんさい） - コロコロチキチキペッパーズ、松元絵里花 |
| 23 | 9月29日  | - ＜スタジオゲスト＞ - 志田彩良 | - ＜尾形のトレンドリサーチ＞ - 尾形貴弘・菅良太郎（パンサー） - もーりー&しゅーと（BUDDiiS） - ＜次くる！トレンド＞ - 東京ホテイソン、山下啓太・寒河江幸弘（劇団四季） - ＜東京韓流デート＞ - 行天優莉奈（AKB48）、木原瑠生                                                                                               |
| 24 | 10月6日  | - ＜スタジオゲスト＞ - 志田彩良 | - ＜ボーダーライングルメ＞ - 嶋﨑斗亜・西村拓哉（Lil かんさい） - アルコ&ピース、向井慧（パンサー） - 吉田莉桜、松元絵里花 - ＜東京韓流デート＞ - 行天優莉奈（AKB48）、木原瑠生 |
| 25 | 10月13日 | - ＜スタジオゲスト＞ - 飯沼愛、坂東龍汰 | - ＜No.1バズを探せ!＞ - ミキ、もーりー&しゅーと（BUDDiiS）、松元絵里花 |
| 26 | 10月20日 | - ＜次くる！トレンド＞ - 鈴木みな・まりあ - えりなっち、喉押さえマン | - ＜ボーダーライングルメ＞ - 嶋﨑斗亜・西村拓哉（Lil かんさい） - 児嶋一哉（アンジャッシュ）、松元絵里花 |
| 27 | 10月27日 | - ＜次くる！トレンド＞ - 花岡正人 | - ＜ボーダーライングルメ＞ - もーりー&しゅーと（BUDDiiS） - 東京ホテイソン、松元絵里花 - ＜東京韓流デート＞ - 井上想良、石川翔鈴 |
| 28 | 11月3日  | - ＜スタジオゲスト＞ - INI | - ＜No.1バズを探せ!＞ - 尾形貴弘・菅良太郎（パンサー） - 宮下草薙、小泉遥 |
| 29 | 11月10日 | | - ＜ボーダーライングルメ＞ - 嶋﨑斗亜・西村拓哉（Lilかんさい） - ダイアン、松元絵里花 - ＜東京韓流デート＞ - 井上想良、石川翔鈴 |
| 30 | 11月17日 | | - ＜ブレイクさんについてった＞ - もーりー&しゅーと（BUDDiiS） - ＜東京韓流デート＞ - 井上想良、石川翔鈴 |
| 31 | 11月24日 | - ＜よるブラ美レシピ＞ - Atsushi | - ＜No.1バズを探せ!＞ - 尾形貴弘・菅良太郎（パンサー） - トム・ブラウン、小林麗菜 - ＜東京韓流デート＞ - 井上想良、石川翔鈴 |
| 32 | 12月1日  | - ＜次くる芸人プレゼンネタバトル＞ - Yes!アキト、ゼンモンキー - ストレッチーズ、はなしょー | - ＜ボーダーライングルメ＞ - 嶋﨑斗亜・西村拓哉（Lil かんさい） - アインシュタイン、松元絵里花 |
| 33 | 12月8日  | - ＜スタジオゲスト＞ - 窪塚愛流、武山瑠香 | - ＜次くる！トレンド＞ - 曽田陵介、福田麻貴（3時のヒロイン） - 坂東龍汰、古川毅（SUPER★DRAGON）、野村彩也子 - もーりー&しゅーと（BUDDiiS） - NICO（平成フラミンゴ）、小林麗菜 |
| 34 | 12月15日 | - ＜次くる！ニューフェイス芸人祭＞ - 9番街レトロ、ぱーてぃーちゃん - 金の国、ポートワシントン - かじがや卓哉、プール                                                                                         | - ＜コメント＞ - 空気階段 |

### 2022年
| 回 | 放送日   | スタジオ出演者 | VTR出演者 |
| -- | -------- | --- | --- |
| 35 | 1月5日   | - ＜スタジオゲスト＞ - もーりー&しゅーと（BUDDiiS） - 尾崎匠海・木村柾哉・後藤威尊 - 田島将吾・西洸人・藤牧京介（INI） - ＜2022年運勢ランキング＞ - アポロン山崎、喉押さえマン               | - ＜コメント＞ - イワクラ（蛙亭）、醍醐虎汰朗、鈴木鈴木、秋田汐梨 - ＜次くる！トレンド＞ - 書店員すず木 |
| 36 | 1月12日  | - ＜次くる芸人プレゼンネタバトル＞ - ママタルト、ヨネダ2000 | - ＜No.1バズを探せ！＞ - 尾形貴弘・菅良太郎（パンサー） - 3時のヒロイン、松元絵里花 - ＜東京韓流デート＞ - 井上想良、石川翔鈴、花柳のぞみ |
| 37 | 1月19日  | - ＜スタジオゲスト＞ - 後藤威尊・佐野雄大・松田迅（INI） - ＜INIのチャレンジグルメ＞ - ストレッチーズ                                                                                        | - ＜No.1バズを探せ！＞ - 尾形貴弘・菅良太郎（パンサー） - きつね、小林麗菜 - ＜INIのチャレンジグルメ＞ - 後藤威尊・佐野雄大・松田迅（INI） - 松元絵里花 - ＜東京韓流デート＞ - 井上想良、石川翔鈴                                               |
| 38 | 1月26日  | - ＜スタジオゲスト＞ - 後藤威尊・佐野雄大・松田迅（INI） - 水谷果穂、萩原利久 - ＜よるブラ美レシピ＞ - Atsushi                                                                               | - ＜INIのチャレンジグルメ＞ - 後藤威尊・佐野雄大・松田迅（INI） - 松元絵里花 - ＜次くる！トレンド＞ - ランジャタイ |
| 39 | 2月2日   | - ＜次くる！ニューフェイス＞ - くれいじーまぐねっと | - ＜No.1バズを探せ！＞ - 尾形貴弘・菅良太郎（パンサー） - 吉野北斗・藤原樹（THE RAMPAGE from EXILE TRIBE） - 松元絵里花 - ＜次くる！ニューフェイス＞ - UraN（くれいじーまぐねっと） - ＜東京トライアングルデート＞ - 植村颯太、中澤瞳、小林希大 |
| 40 | 2月9日   | - ＜スタジオゲスト＞ - ゆうちゃみ - ＜次くる！ニューフェイス＞ - ゆんた（夢だんだん） | - ＜お夜食つくり隊＞ - もーりー&しゅーと（BUDDiiS） - 平成フラミンゴ - ＜東京トライアングルデート＞ - 植村颯太、中澤瞳、小林希大 |
| 41 | 2月16日  | - ＜次くる！ニューフェイス＞ - 青木歌音 | - ＜No.1バズを探せ！＞ - 尾形貴弘・菅良太郎（パンサー） - ぱーてぃーちゃん、松元絵里花 - ＜ボーダーライングルメ＞ - 嶋﨑斗亜・西村拓哉（Lil かんさい） - すゑひろがりず、小室ゆら                                                               |
| 42 | 2月23日  | - ＜次くる！ブレイクスター＞ - ネイチャーバーガー、りょう - トニーフランク、素敵じゃないか - ヤーレンズ、ゼンモンキー - 笑里奈、ひまり                                                       | - ＜コメント＞ - オズワルド、錦鯉 |
| 43 | 3月2日   | - ＜次くる！トレンド＞ - 喉押さえマン | - ＜No.1バズを探せ！＞ - 菅良太郎（パンサー）、KAƵMA（しずる） - 相席スタート、松元絵里花 - ＜東京トライアングルデート＞ - 植村颯太、山崎貴史、中澤瞳                                                                                           |
| 44 | 3月9日   | - ＜スタジオゲスト＞ - 尾崎匠海・木村柾哉・藤牧京介（INI） | - ＜INIのチャレンジグルメ＞ - 尾崎匠海・木村柾哉・藤牧京介（INI） - たける（東京ホテイソン） - ＜次くる！トレンド＞ - かじがや卓哉、宮下草薙 - 菅良太郎（パンサー） - ＜東京トライアングルデート＞ - 植村颯太、山崎貴史、中澤瞳、杉本愛里       |
|    | 3月16日  | | * 番組総集編 (放送休止後にお蔵入り) |
| 45 | 4月6日   | - ＜次くる！トレンド＞ - タイガ | - ＜次くる！トレンド＞ - もーりー&しゅーと（BUDDiiS） - 平成フラミンゴ、ゆうちゃみ - 中町兄妹、コムドット |
| 46 | 4月13日  | - ＜スタジオゲスト＞ - 私が女優になる日 season2 ファイナリスト15名 | - ＜INIのチャレンジグルメ＞ - 髙塚大夢 西洸人 許豊凡 アインシュタイン - ＜次くる芸人プレゼン リポートロケバトル＞ - ヤーレンズ、ママタルト |
| 47 | 4月20日  | INI | |
| 48 | 4月27日  | - 7 MEN 侍 | ばんばんざい、植村颯太、中澤瞳、杉本愛里 |
| 49 | 5月4日   | なこなこカップル | サンシャイン池崎、植村颯太、中澤瞳、杉本愛里 |
| 50 | 5月11日  | BUDDiiS | おたひかカップル 相席スタート ぱーてぃーちゃん |
| 51 | 5月18日  | 鬼越トマホーク | 末澤誠也、佐野晶哉、土佐兄弟 ぱーてぃーちゃん |
| 52 | 5月25日  | 土佐兄弟 ドンココ Hi TEENS | 佐野雄大、池﨑理人、田島将吾 沙羅 ラパルフェ |
| 53 | 6月1日   | ダウ90000 | 尾崎匠海、藤牧京介、西洸人 岡田康太 パンサー |
| 54 | 6月8日   | ゆってぃ 石川あんな | あかせあかり KAZMA 菅良太郎 かなで 山口貴也 |
| 55 | 6月15日  | OCTPATH | もーりー兄弟 ヤーレンズ 小関裕太、せいや、吉住、小林麗菜 |
| 56 | 6月22日  | ゆうちゃみ、ゆいちゃみ、みりちゃむ、ねおん | シルクロード、鬼越トマホーク、ぱーてぃーちゃん |
| 57 | 6月29日  | | |
| 58 | 7月6日   | | |
| 59 | 7月13日  | | |
| 60 | 7月27日  | | |
| 61 | 8月10日  | - ＜スタジオゲスト＞ - 8LOOM | |
| 62 | 8月17日  | | |
| 63 | 8月24日  | | |
| 64 | 8月31日  | | |
| 65 | 9月7日   | | |
| 66 | 9月14日  | - ＜注目のバズりTikToker＞ - スクールゾーン、あああつし、TAK | - ＜INIのチャレンジグルメ＞ - 後藤威尊・許豊凡・佐野雄大（INI）、西野創人（コロコロチキチキペッパーズ） - ＜よるの物件リサーチ 特別編＞ - 小林麗菜、速瀬愛                                                                                      |
| 67 | 9月21日  | - ＜スタジオゲスト＞ - カイ（超特急）、吉田仁人（M!LK）、志村玲於（SUPER★DRAGON）、 - 髙田彪我（さくらしめじ）、NAOYA（ONE N' ONLY）、 - 大倉空人（原因は自分にある。）、もーりー（BUDDiiS） | - ＜トレンド同好会＞ - ニッチェ、森愁斗 |
| 68 | 9月28日  | | |
| 69 | 10月5日  | | |
| 70 | 10月12日 | | |
| 71 | 10月19日 | | |
| 72 | 10月26日 | | |
| 73 | 11月2日  | | |
| 74 | 11月9日  | | |
| 75 | 11月16日 | - ＜スタジオゲスト＞ - 8LOOM | - ＜VTR出演＞ - 本田翼 |
| 76 | 11月23日 | | |
| 77 | 11月30日 | | |
| 78 | 12月7日  | | |
| 79 | 12月14日 | | |
| 80 | 12月21日 | | |

### 2023年
| 回  | 放送日  | スタジオ出演者 | VTR出演者 |
| --- | ------- | --- | --- |
| 81  | 1月11日 | - ＜スタジオゲスト＞ - ぱーてぃーちゃん - ＜2023年運勢ランキング＞ - 木村柾哉・尾崎匠海・藤牧京介・佐野雄大・池﨑理人（INI）、 - 古川毅（SUPER★DRAGON）、大倉空人（原因は自分にある。）、 - NOA、山下幸輝、 - アポロン山崎 | - ＜インタビュー＞ - TO1 |
| 82  | 1月18日 | | |
| 83  | 1月25日 | | |
| 84  | 2月1日  | | |
| 85  | 2月8日  | | |
| 86  | 2月15日 | | |
| 87  | 2月22日 | | |
| 88  | 3月1日  | | |
| 89  | 3月9日  | | |
| 90  | 3月16日 | | |
| 91  | 3月22日 | | |
| 92  | 3月29日 | | |
| 93  | 4月5日  | | |
| 94  | 4月12日 | - ＜スタジオゲスト＞ - 猪塚健太・兵頭功海・新原泰佑・福崎那由他・青山凌大（チーム・ハンサム！）、 - 井上裕介（NON STYLE）                                                                                                  | - ＜トレンド同好会＞ - もーりー&しゅーと（BUDDiiS）、ヤーレンズ                                                                                |
| 95  | 4月19日 | - ＜春の新ドラマ注目の若手俳優＞ - 坂東龍汰、日向亘、奥智哉 | - ＜春の新生活オススメアイテム＞ - 堀内結流・星野晴海（THE SUPER FRUIT）、菅良太郎（パンサー）、鈴木美羽                                       |
| 96  | 4月26日 | | |
| 97  | 5月3日  | | |
| 98  | 5月10日 | - ＜スタジオゲスト＞ - DXTEEN | - ＜INIのチャレンジグルメ＞ - 木村柾哉・佐野雄大・木村柾哉（INI） - ＜オンリーワンバス確アイテム＞ - 山下永玖・高尾颯斗・関哲汰（ONE N' ONLY） |
| 99  | 5月17日 | | |
| 100 | 5月24日 | | |
| 101 | 5月31日 | - ＜スタジオゲスト＞ - Lilかんさい、井上裕介（NON STYLE） | - ＜No.1バズを探せ！inファミリーマート＞ - 菅良太郎（パンサー）、ゆうちゃみ 、岩﨑大昇（美 少年）、佐々木大光（7 MEN 侍）                      |
| 102 | 6月7日  | - ＜サキドリ芸人SHOW＞ - 東京ホテイソン、 - TCクラクション、ポンループ、本田スイミングスクール、ディープインパクト仲松 | - ＜東京よる遊びスポットツアー巡り＞ - 岡崎彪太郎・大西風雅・當間琉巧 （Lil かんさい）、ヤーレンズ                                             |
| 103 | 6月14日 | - ＜スタジオゲスト＞ - 村重杏奈、井上咲楽、山之内すず - 高嶺のなでしこ | - ＜トレンド同好会＞ - もーりー&しゅーと（BUDDiiS）、タイムマシーン3号                                                                         |

## ネット局
- 前番組『バナナサンド』（火曜20時台に枠移動）に引き続き、全編ローカルセールス枠のため、TBSテレビ以外の通常時同時ネット局でも、臨時非ネットもしくは遅れネットに変更する場合がある。

◇…『王様のブランチ』未放送
| 放送対象地域   | 放送局                    | 系列    | 放送期間        | 放送日時            | ネット状況 |
| -------------- | ------------------------- | ------- | --------------- | ------------------- | ---------- |
| 関東広域圏     | TBSテレビ（TBS）          | TBS系列 | 2021年4月21日 - | 水曜 23:56 - 翌0:55 | 【制作局】 |
| 岩手県         | IBC岩手放送（IBC）◇       | TBS系列 | 2021年4月21日 - | 水曜 23:56 - 翌0:55 | 同時ネット |
| 宮城県         | 東北放送（tbc）           | TBS系列 | 2024年4月3日 -  | 水曜 23:56 - 翌0:55 | 同時ネット |
| 山形県         | テレビユー山形（TUY）     | TBS系列 | 2024年4月3日 -  | 水曜 23:56 - 翌0:55 | 同時ネット |
| 山梨県         | テレビ山梨（UTY）         | TBS系列 | 2021年5月6日 -  | 水曜 23:56 - 翌0:55 | 同時ネット |
| 新潟県         | 新潟放送（BSN）           | TBS系列 | 2022年4月6日 -  | 水曜 23:56 - 翌0:55 | 同時ネット |
| 富山県         | チューリップテレビ（TUT） | TBS系列 | 2025年4月2日 -  | 水曜 23:56 - 翌0:55 | 同時ネット |
| 岡山県・香川県 | RSK山陽放送（RSK）        | TBS系列 | 2021年4月21日 - | 水曜 23:56 - 翌0:55 | 同時ネット |
| 熊本県         | 熊本放送（RKK）           | TBS系列 | 2021年4月21日 - | 水曜 23:56 - 翌0:55 | 同時ネット |
| 大分県         | 大分放送（OBS）◇          | TBS系列 | 2024年4月16日 - | 火曜 23:56 - 翌0:55 | 遅れネット |

過去のネット局
- 青森テレビ（ATV）◇ - 番組開始から同時ネットで放送されていたが、2022年3月打ち切り。
- 山陰放送（BSS）・長崎放送（NBC） - 番組開始から同時ネットで放送されていたが、2022年9月打ち切り[注釈 6]。
- 南日本放送（MBC） - 2022年8月31日から同時ネットで放送されていたが、わずか1か月で打ち切り。
- 中国放送（RCC） - 2021年4月28日から同時ネットで放送されていたが、2023年6月28日打ち切り[注釈 7]。
- RKB毎日放送 -番組開始から同時ネットされていたが、2023年3月29日放送分で打ち切り[注釈 7]。
- 静岡放送（SBS） - 2022年5月5日から放送されていたが、2023年9月28日放送分で打ち切り[注釈 7]。
- 北海道放送（HBC）・テレビユー福島（TUF） - 番組開始から同時ネットで放送されていたが、2024年9月25日放送分で打ち切り[注釈 7]。

## スタッフ

### 現在のスタッフ
- ナレーター：桑原礼佳
- TM：八木真一郎（2022年7月27日-）
- TD：徳武正裕
- カメラ：高村勇樹
- 音声：伊藤璃子、杉山雄飛、深田瑠美子【週替り】
- 照明：加藤由美子、荻原小桃【週替り】
- VE：湊里実、北澤希美、池田麻鈴、浦里麻也【週替り】
- 編集：中村駿介、山形桐子、D☆Dファクトリー、小山内海洋【週替り】
- MA：小林研人、松尾隆裕【週替り】
- 音響効果：高橋秀治
- TK：斎藤萌香
- 美術プロデューサー：高田太郎
- 美術デザイン：田路健斗
- 美術ディレクター：鈴木康裕（以前は美術制作、一時離脱→復帰）
- 装置：岡野浩典（一時離脱→復帰）
- 操作：丹治芳史
- 装飾：東山浩美
- 電飾：岩田苑子
- 花装飾：東田佳世（一時離脱→復帰）
- 衣裳：岡崎貴子（一時離脱→復帰）
- 美術・技術協力：TBS ACT
- 技術協力：Style-0【毎週】、バンエイト、テックサービス、Terrasse、VIC、BuLLBuLL、TAKE5、J-crew、メディクスコリア、Jeen【週替り】
- 制作協力：オイコーポレーション、TBSスパークル、74、スペード・ワン、TRIM、トリム・コーポレーション、WHOLEMAN、K-Player【週替り】
- CG：森三平
- 構成：武田郁之輔、森下剛土、細井新
- 編成：佐久間晃司（2025年7月9日-）
- 配信：山田碧（2025年2月12日-）
- デスク：杉川詠美
- アシスタントプロデューサー：奥津佑理、朝稲千琴
- フロアディレクター：今泉里香（2024年4月3日-）【週替り】
- フロア/ディレクター：大黒紗季（2022年12月21日-）、松川茉央（2023年6月7日-）【週替り、回によって異なる】
- ディレクター：穂苅愛香・門脇里江・三浦進・三浦梓（オイコーポレーション、門脇→以前は演出、三浦進→以前はディレクター/担当プロデューサー→総合演出→一時離脱、三浦梓→以前は演出・ディレクター）、須田康介、大和田殻、小高望・渡辺充浩・東海林和美・奥住洸介（TBSスパークル）、加納駿・山木忠従・金成伊・市橋龍伸・中島希望・古谷智史（スペード・ワン、古谷→以前は担当プロデューサー→一時離脱）、山崎剛、上泉里渚、須田岳未、柳橋祥太、藤野智光（うずまき）、吉村南美、久保光史（久保→以前は演出→一時離脱）、川島美幸、渡邉美紀、河江淳助（河江→以前はディレクター→演出）、赤平卓、三浦晃平、松田誠、河野初音、小ヶ倉剛、平賀知博、檜垣和孝、櫻井勇也、成沢慶、荒木志宜、茂木貴大、藤浪勇輝、牧結子、木下彩美、熊谷真悟、佐々木后里、滝川義子、犬塚さくら、塚本智久、田村暢大（山口社、以前は演出・ディレクター）、斉(斎)藤純一（74、以前は演出・ディレクター→一時離脱）【週替り】
- 演出︰玉上義亮（トリム・コーポレーション、以前は演出・ディレクター→担当プロデューサー→フロアディレクター/演出・ディレクター）、大窪寿弥（スペード・ワン）、坂本侑哉、近藤翔太（共に以前は演出・ディレクター）
- 制作プロデューサー：落合芳行（2021年10月6日-）
- プロデューサー：寺田裕樹、荻谷尚史、二上貴文（オイコーポレーション）（寺田→以前はプロデューサー→2022年11月9日-2023年3月までチーフプロデューサー、荻谷→2023年7月26日-、二上→以前は担当プロデューサー→一時離脱）【毎週】/大内涼子・神山友和（WHOLEMAN、共に以前は2023年2月1日-3月まで担当プロデューサー）、森田敦土（74、以前は担当プロデューサー→一時離脱）【不定期】（寺田・二上→2023年4月5日-）
- 制作：TBSテレビ情報制作局情報二部（以前は制作局制作二部）
- 製作著作：TBS

### 過去のスタッフ
- TM：田中浩征
- TD/カメラ：大蔵聡（一時離脱→復帰）【週替り、回によって異なる】
- 音声：藤井忍、西偲伸
- VE：田中香鈴、佐藤希美、平子勝隆、宮本民雄、木野内洋、對間敏文
- 編集：國井美智、市川貴裕、平山大仁【週替り】
- TK：長谷川道子
- 美術デザイン：西出衣織
- 美術制作：水落沙羅
- 装置：楢田祥之（以前は操作→一時離脱）
- 操作：小林健
- 装飾：青柳涼香
- 花装飾：村佳子
- 衣裳：河村空
- 技術協力：ループ(LOOP)
- 制作協力：クリーク・アンド・リバー社、ファルコン、山口社
- 編成：川島優子、森岡梢、平岡紗哉（平岡→2023年7月26日-8月・10月11日-2024年1月10日、一時離脱→復帰）、松本佳奈子（2023年10月11日-2024年1月10日）、黎景怡（2024年1月17日-6月）、杉田彩佳（2024年7月3日-2025年7月2日）
- 配信：保坂龍之助（2022年4月13日-）、新川康朗（2023年10月25日-2024年6月）、川元崇史（2024年7月3日-2025年2月5日）
- アシスタントプロデューサー：宮﨑李那（2022年1月12日-）、山村静夏【週替り】
- フロア/ディレクター：水野湧介（TBSスパークル）【週替り、回によって異なる】
- ディレクター：小松聡・南部剣志・碇真人・井川美月・内藤麻衣子（クリーク・アンド・リバー社）、山田圭佑（オイコーポレーション）、むたゆうじ、飯干友樹、永井菜(奈)津美・三國(国)治（TBSスパークル、三國→以前は担当プロデューサー）、上原由伊
- 演出・ディレクター：黒田賢史、藤田豊平
- 演出：前川侑也（クラシリオン）、市万田康希、粕谷諒介（粕谷→TBSスパークル、以前は演出・ディレクター）
- 総合演出：長谷部雄人（クリーク・アンド・リバー社）
- 担当プロデューサー：嵯峨祥平【毎週】、大波多洋貴（クリーク・アンド・リバー社）、佐藤友香（オイコーポレーション）、原田康弘（TBSスパークル）、西沢雅文（ファルコン）、山口雄太（山口社）【週替り】
- プロデューサー：池田尚弘（2023年4月5日-6月、以前は2022年10月12日-2023年3月まで担当プロデューサー）、福島伸浩（福島→2022年11月9日-、以前は担当プロデューサー）
- チーフプロデューサー：谷澤美和

## エンディングテーマ
2021年
※4月放送分はエンディングテーマ無し
- 5・6月度：「Changing」／ ERENA
- 7・8月度：「南十字星」／カネヨリマサル
- 9・10月度：「2 LIVE IS 2 FIGHT」／N0NAME
- 11・12月度：「Catch Me」／+81 DA B BABE

2022年
- 1・2月度：「Purple Moon」／SUPER★DRAGON
- 3・4月度：「R4U」／BUDDiiS